# Гика, Димитрие
Князь Димитрие Гика (рум. Dimitrie Ghica; 31 мая 1816 — 15 февраля 1897) — румынский политик и государственный деятель. Видный деятель румынской консервативной партии. Министр иностранных дел Княжества Румынии (с 16 ноября 1868 года по 27 января 1870 года). Министр внутренних дел. Премьер-министр Княжества Румынии (с 16 ноября 1868 года по 27 января 1870 года). Председатель Сената Румынии.

## Биография
Представитель вельможного балканского рода албанского происхождения — Гика. Сын князя Григория IV Гика, господаря Валахии в 1822—1828 г.
Обучался в военных учебных заведениях Вены и Берлина. Некоторое время служил офицером русской императорской гвардии. Позже был членом Апелляционного суда, служил в полиции, был первым префектом столицы, министром внутренних дел.
Председатель Палаты депутатов (с мая 1871 по январь 1875 г. и с мая 1875 по февраль 1876 г.). Председатель Сената Румынии, депутат законодательных органов с 1879 по 1888 г. и с декабря 1895 по февраль 1897 г.
С 16 ноября 1868 года по 27 января 1870 года возглавлял правительство Княжества Румынии. Занимал одновременно пост министра иностранных дел и министра общественных работ.
Приверженец идей национального единства, процветания и стабильности государства.